# 我孫子市立布佐中学校

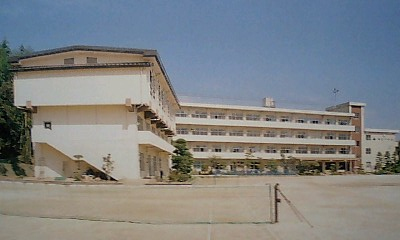
校舎（2007年）

我孫子市立布佐中学校（あびこしりつ ふさちゅうがっこう）は、千葉県我孫子市布佐にある公立中学校。通称は「布佐中」（ふさちゅう）。
我孫子市内のベッドタウン化に伴い生徒数が急増した結果1学年6 - 7クラスに増えたが、少子化の煽りを受けて現在では2 - 3クラスにまで戻っており、全生徒数は288人と市内最小である（2007年度）。最寄り駅の布佐駅までは徒歩10分程度である。

## 学区
- 我孫子市立布佐小学校
- 我孫子市立布佐南小学校

ただし、新木小学区内や茨城県利根町から通学している生徒もいる。

## 沿革
- 1947年5月10日 - 学制改革に伴い、布佐町立布佐中学校として発足。
- 1948年
  - 7月9日 - 布佐中学校PTA発足。
  - 12月20日 - 独立校舎落成
- 1949年9月24日 - カリキュラム発表
- 1950年9月29日 - 保健体育研究学校（県教育委員会指定）公開研究会
- 1955年4月29日 - 町村合併により我孫子町立布佐中学校と改称
- 1960年3月14日 - 校歌制定（作詞　伊藤公平氏　作曲　鷹司平通氏）
- 1963年8月22日 - 新校舎落成（それに伴い敷地買収）
- 1965年3月31日 - 校舎裏水田、前庭水田埋め立て完了
- 1966年12月19日 - 体育優良校として県教育委員会より表彰
- 1967年
  - 4月25日 - 学力向上推進校として指定される（県教育委員会）
  - 11月8日 - PTA優良校として表彰を受ける
- 1969年
  - 2月7日 - 生徒指導推進学校（県教育委員会指定）公開研究会
  - 7月15日 - 体育館落成式
- 1971年7月1日 - プール完成
- 1978年1月28日 - 創立30周年式典
- 1980年5月24日 - 校舎落成式挙行
- 1985年10月14日 - 特別活動研究学校（市教育委員会指定）公開研究会
- 1987年3月12日 - B棟落成（多目的ホール、武徳館、普通教室３）
- 1993年3月15日 - C棟落成（コンピュータルーム、美術室、視聴覚室）
- 1994年
  - 10月28日 - 道徳教育研究学校（市教育委員会指定）公開研究会
  - 3月4日 - 体育館落成
- 1996年6月14日 - 給食室・ランチルーム工事着工
- 1997年
  - 3月31日 - 給食室・ランチルーム完成
  - 4月15日 - 給食開始
  - 5月10日 - 創立50周年記念式典
- 1999年8月28日 - 新保健室・ふれあい相談室完成
- 2000年11月18日 - 第1回教育ミニ集会
- 2001年4月6日 - 学校給食の業者委託開始
- 2002年4月1日 - 完全週5日制・総合学習完全実施

## 施設・設備
校舎は全て4階建てで、A棟・B棟（1987年落成）・C棟（1993年落成）からなる。また、体育館とプール施設、テニス場が併設されている。

### A棟
主に普通教室・職員室（1F）などがあり、生徒は多くの時間をこの棟で過ごす。
- 昇降口（1F）
- 校長室（1F）
- 職員室（1F）
- 事務室（1F）
- 放送室（1F）
- 保健室（1F）
- カウンセラー室（1F）
- 技術室（1F）
- 第1・第2理科室（2F）
- 図書室（3F）

### B棟
一つ一つの部屋の大きさが広いため学年集会が開かれたり、小体育館としての機能を持つ。
- 多目的室（1F）
- 視聴覚室（2F）
- 武徳館（武道場）（3F）

### C棟
学校の補助設備や移動教室などが多い。
- 給食室（1F）
- 調理室（1F）
- ランチルーム（2F）
- 被服室（2F）
- 美術室（2F）
- コンピューター室
- 音楽室（4F）

## 行事
- 入学式
- オリエンテーション
- 校外学習
- 生徒総会
- 修学旅行
- 林間学校
- 体育祭
- 歌声交歓会
- 歌声コンクール
- 文化活動発表会
- 郷土芸能祭
- 3年生を送る会
- 卒業式

また、1年間を通して布佐タイムという、地域住民を講師として招いた特別授業が行われている。

## 部活動
文化部
- 吹奏楽部
- 美術部

生徒数が急増する前は生徒全員が運動部に所属することが強制されていた。
運動部
- 陸上競技部
- 駅伝部
- テニス部
- バスケットボール部（男・女）
- 女子バレーボール部
- 卓球部